# Хальфин, Рустам Нурмухамедович
Руста́м Нурмухамедович Ха́льфин (14 октября 1949, Ташкент — 31 декабря 2008, Алма-Ата) — казахстанский художник актуального искусства, живописец и архитектор.
Считается одной из самых значимых фигур в искусстве Центральной Азии XX века — одним из первых начал заниматься перформансом, инсталляцией и видео-артом и оказал большое влияние на арт-сообщество региона. Разрабатывал концепцию эстетики кочевников в модернистском восприятии.

## Биография
Родился в 1949 году в Ташкенте в семье фронтовика Нурмухамеда Абдрахмановича Хальфина (1909—1974). Брат Рустама — советский и российский ученый Марат Нурмухамедович Хальфин (1940—2020).
В 1950 году семья переехала в Алма-Ату, КазССР, СССР. В этом городе Рустам провел всю жизнь.
В 1972 году окончил Московский архитектурный институт.
Был учеником яркого представителя русского авангарда Владимира Стерлигова и на протяжении 70-90-х годов входил в круг его последователей, развивающих теорию «чашно-купольного сознания».
В 1999 году открыл свою галерею LOOK.
В 2005 году работы Хальфина были выставлены в павильоне Центральной Азии на престижной Венецианской биеннале, когда казахстанское современное искусство было впервые представлено в мире.
Супруга Рустама и его муза — художница Лидия Блинова, вместе с которой Хальфин регулярно проводил квартирные выставки.

## Творчество
На сегодня известно порядка трех тысяч артефактов являющихся частью наследия Рустама Хальфина: картины, инсталляции, рисунки, фотографии, тексты и многое другое.
Среди крупных и известных проектов художника: «Евразийская утопия» (в том числе «Глиняный проект», «Ленивый проект»), «Северные варвары».
Реализацию монументальной инсталляции «Глиняный проект. Нулевой уровень» Хальфин начал в 1999 году. Инсталляция состояла из 18-метровой человеческой фигуры, расположившейся на двух этажах здания. Для Хальфина этот проект был метафорой «разобщенности людей в сегодняшнем мире и, в частности [алматинского], художественного сообщества». По замыслу Хальфина, инсталляция должна была призывать «к консолидации, к осмыслению ситуации в современном искусстве и выработке стратегии, которая могла бы представить Казахстан международному культурному сообществу».
Рустам Хальфин создал концепцию «пулоты» — сочетания пустоты и полноты одновременно. Этим словом называется простой пластический объект, образующийся между пальцами, сжатыми в кулак — не важно, из воздуха или комка глины.
Его произведения хранятся в Государственной Третьяковской галерее (Россия), Zimmerly-музее нонконформистского искусства в Нью-Джерси (США), музее современного искусства M HKA (Бельгия), Государственном музее искусств им. А. Кастеева в Алматы, Национальном музее Казахстана в Астане, а также в других музеях и частных коллекциях.
Художник и писатель Александр Бренер так писал о Хальфине в своей книге «Жития убиенных художников»: «Рустам вошел в живопись не как кустарь и самоучка, а как ученик мощной модернистской традиции — Сезанна и Сёра, Брака и Пикассо, Малевича и Стерлигова, Робера Делоне и Сержа Полякова, Николя де Сталя и Джорджо Моранди. Рустам называл эту линию „пластическим формообразованием“ и считал самым важным явлением в новом изобразительном искусстве.
„Пластика“ была его излюбленным понятием. Под пластикой он понимал совмещение первичного, простейшего тактильного опыта с умным зрением, с воспитанным глазом».

## Выставки
Его работы были представлены на таких престижных выставках, как 51-я Венецианская биеннале (2005), павильон Центральной Азии, Off the Silk Road: No Mad’s Land, Haus der Kulturen der Welt, Берлин (2002) и re-orientation: Kunst zu Mittelasien, ACC Gallery, Веймар (2002).
Основные выставки:
1981 — «Выставка четырех». В квартире Лидии Блиновой и Рустама Хальфина. Алматы, Казахстан.
1982 — «1+1+1+1». Союз архитекторов, Алматы, Казахстан.
1985 — «Рустам Хальфин. Живопись». Мастерская Т. Н. Глебовой. Ленинград, СССР.
1986 — «Выставка неофициального искусства». Дирекция художественных выставок, Алматы. Казахстан.
1988 — «Стерлигов, его ученики и последователи». Дирекция ассоциации музеев Ленинградской области. Ленинград, СССР.
1989 — «Центр искусств», Дирекция художественных выставок, Алматы, Казахстан. «Перекресток», Дирекция художественных выставок, Алматы, Казахстан.
1990 — «Группа Стерлигова». Музей истории города. Ленинград, СССР.
1991 — «Выставка советской живописи», Аделаида, Австралия. «7+1», Выставочный зал Архангельского отделения Союза Художников, Архангельск, СССР. «Группа Стерлигова», Юсуповский дворец, Ленинград, СССР. «Современные художники Малевичу», Государственная Третьяковская галерея, Москва, СССР.
1992 — «Квартал художников», Дирекция художественных выставок, Алматы, Казахстан. «Арт-Контакт», Центральный выставочный зал «Манеж». Санкт-Петербург, Россия. «В сторону Малевича», галерея Каренина, Вена, Австрия.
1994 — «Рука и глаз», gерсональная выставка. Галерея -студия 20. Москва, Россия. Петербургская биеннале, Центральный выставочный зал «Манеж», Санкт-Петербург, Россия.
1995 — «Парад галерей», презентация галереи «Искандер». Государственный музей искусств им. Кастеева, Алматы, Казахстан. «Эротика и астрология», галерея «Уласу Арт», Алматы, Казахстан.
1996 — «Искусство в частных собраниях», Центральный Государственный исторический музей. Алматы, Казахстан. «Выставка-презентация 10 каталогов художников Казахстана», галерея «Тенгри-Умай», Алматы, Казахстан. «Песнь почтальона», КазахБизнес Клуб, Алматы, Казахстан. «В честь Л. Б.», галерея «Рух», Парад галерей — 96, Государственный музей искусств РК им. А. Кастеева, Алматы.
1997 — «Живопись Рустама Хальфина и скульптура Георгия Трякина-Бухарова», галерея «Азия Арт», Алматы, Казахстан. «Сквозь форму», Художественный музей, Самара, Россия. «Шкура художника», Парад галерей, презентация галереи «Азия Арт», Государственный Музей искусств им. Кастеева, Алматы, Казахстан. «Арт-дискурс», обсерватория в горах Заилийского Алатау, Казахстан. «Права человека: Terra incognita», КазахБизнес Клуб, Алматы, Казахстан. «Права человека: второе дыхание», КазахБизнес Клуб, Алматы, Казахстан.
1998 — «К осознанию границ», Парад галерей, презентация галереи «Азия Арт», Государственный музей искусств им. Кастеева, Алматы, Казахстан. Первая Годовая выставка СЦСИ «Самоидентификация: футурологические прогнозы», магазин «Москва», Алматы, Казахстан. Презентация «Летающего белого», Музей искусств, Караганда, Казахстан.
1999 — «Экстремальное дефиле», Галерея «LOOK», Алматы, Казахстан. «Нулевой уровень. Глиняный проект», галерея «LOOK», Алматы, Казахстан. «Восток-Запад. Пограничная встреча», село Ширяево, Самарская область, Россия. Презентация галереи «LOOK», день рождения Рустама Хальфина. Галерея «LOOK», Алматы, Казахстан. «Евразийская зона», выставочный зал «Манеж», Москва, Россия.
2000 — «Арт Москва 2000». Центральный дом художника, Москва, Россия.
2001 — Фестиваль «Media city», Виндзор, Канада. «Новые поступления из Центральной Азии», музей Зиммерли, штат Нью-Джерси, США. «Первая биеналле в Валенсии», Валенсия, Испания.
2002 — No mad’s land, Дом мировых культур, Берлин, Германия. Видеоартфестиваль СЦСИ «Инвентаризация», Немецкий театр, Алматы, Казахстан. Re-orientation, АСС галерея. Веймар, Германия. Международный фестиваль искусств «Тенгри-Умай», Алматы, Казахстан.
2003 — Nordic Nomads, CAC Contemporary Art Centre, Вильнюс.
2005 — «Рустам Хальфин. Персональная выставка». галерея «Тенгри-Умай», Алматы.
2007 — Rustam Khalfin. Retrospective. Love Races, White Space Gallery in St Peter’s, Лондон Intim — In Time, Центр современного искусства Сороса, Алматы.
2016 — «Евразийская утопия», ГЦСИ, Москва.
2020 — «Рустам Хальфин. Автопортрет без зеркала». Государственный музей искусств РК им. А. Кастеева, Алматы.
Кураторские проекты:
1996 — «Осенние жесты гнева». Памяти Л. Блиновой. КазахБизнес Клуб, Алматы, Казахстан.
1997 — «Шкура художника», Парад галерей, Государственный музей искусств им. Кастеева Алматы, Казахстан. «Ленивый проект», Обсерватория в горах Заилийского Алатау. Казахстан.
1998 — «Большое стекло. К осознанию границ». Парад галерей, Государственный музей искусств им. Кастеева Алматы. Казахстан.
1999—2000 — «Нулевой уровень. Глиняный проект». Галерея «LOOK». Алматы, Казахстан.
2000 — Член кураторской группы Второй Годовой выставки «Коммуникации: опыты взаимодействия». Алматы, Казахстан.
Награды:
1974 — Диплом Всесоюзного смотра творчества молодых архитекторов за участие в проектировании в г. Алматы домов на площади Республики. Москва, Россия.
1999 — Третья премия (совместно с Г. Трякиным-Бухаровым и Л. Турганбаевой) Международного Жюри Первой Годовой выставки СЦСИ «Самоидентификация: футурологические прогнозы», Алматы, Казахстан.

## Охрана наследия
В 2021 году племянник и наследник художника Руслан Хальфин основал общественный казахстанский Фонд имени художника Рустама Хальфина. Его цель — сохранение и исследование творческого наследия Рустама Хальфина. Фонд управляется попечительским советом из авторитетных и известных в Казахстане специалистов.
Все права на наследие художника Рустама Нурмухамедовича Хальфина принадлежат наследнику Руслану Хальфину.

### Воспоминания о художнике Рустаме Хальфине
Рустам Хальфин начинал как последователь Стерлиговской школы и позже создал свой уникальный прибавочный элемент в искусстве, связав мировое современное искусство с культурой Казахстана. Его новаторство и влияние на искусство в интервью обсудили его товарищ, выдающийся художник-постановщик Валерий Кострин и Роза Абенова, куратор, галерист и экс-руководитель Центра современного искусства Национального музея Казахстана.  Видео размещено на официальном youtube-канале Рустама Хальфина в марте 2024 года.
В интервью Валерий Кострин и Роза Абенова обсуждают влияние Рустама Хальфина на современное искусство Казахстана и Центральной Азии. Они отмечают его роль в авангарде новых технологий и его связь со Стерлиговской школой, основанной учеником Казимира Малевича Владимиром Стерлиговым. Кострин описывает, как Хальфин, обладая глубокими знаниями в архитектуре и живописи, привнес свой прибавочный элемент в искусстве, выходя на уровень почти абстрактной космической экспрессии. Хальфин, будучи архитектором, превосходно рисовал и рассказывал о продолжении авангарда через школу Стерлигова, что вдохновляло и расширяло горизонты его творчества.

## Онлайн-архив творческого наследия Рустама Хальфина
12 марта 2024 года в Казахстане Русланом Хальфиным был открыт онлайн-архив творческого наследия художника Рустама Хальфина под названием LOOK Gallery. Архив содержит более 900 оцифрованных изображений, включая живописные и графические работы, личные фотографии художника, видео-арт, фотографии энвайронментов, инсталляций и перформансов. Также в архиве представлена деловая переписка, малоизвестные статьи и неопубликованные тексты художника. На сегодняшний день оцифровано порядка 3000 единиц артефактов, и после атрибутирования они будут включены в онлайн-архив художника.
Этот архив представляет большой интерес для профессионалов в области современного искусства, молодых художников, студентов профильных вузов и широкой публики. Он был создан в результате двухлетней работы Фонда наследия Рустама Хальфина по сбору, систематизации и оцифровке данных. Архив охватывает материалы с 80-х годов до 2008 года, и работа над ним продолжится.
Архив носит имя LOOK Gallery, в честь галереи, основанной Рустамом Хальфиным в 1999 году, где художник создавал свои инсталляции, проекты и перформансы. Архив доступен на казахском, русском и английском языках.
Открытие архива сопровождается планами по дальнейшей популяризации и продвижению творчества Рустама Хальфина на международной арт-сцене. В 2025 году в новом музее Almaty Museum of Arts планируется выпуск монографии о его творчестве и открытие выставки его работ в постоянной экспозиции музея.